# Hellas Verona Football Club 2009-2010
Questa pagina raccoglie i dati riguardanti l'Hellas Verona Football Club nelle competizioni ufficiali della stagione 2009-2010.

## Stagione
Per la stagione 2009-2010 Giovanni Martinelli conferma Gian Marco Remondina sulla panchina dell'Hellas ed effettua massicci investimenti per far salire la squadra in cadetteria; i nuovi arrivati Russo, Esposito, Pensalfini, Selva, Colombo e Berrettoni, a costo zero. A gennaio viene preso inoltre Di Gennaro il quale, nonostante lo stipendio elevato, riesce a segnare solo due volte.
Nonostante un avvio leggermente timido, i gialloblù riescono a tenersi in testa alla classifica per tutto il campionato. A metà del girone di ritorno sono addirittura primi con sette punti di vantaggio ma all'ultima giornata sono obbligati a vincere per ottenere la promozione diretta a discapito del Pescara, per classifica avulsa; in una bolgia di quasi 30mila spettatori, Riccardo Bocalon segna al novantesimo, consegnando al Portogruaro il primo posto e costringendo i mastini a disputare i playoff. In seguito a tale biscotto, Remondina viene esonerato in favore di Giovanni Vavassori; dopo aver superato in semifinale il Rimini e pareggiato con sofferenza la finale d'andata casalinga contro al Pescara (2-2), la finale di ritorno termina 1-0 per gli adriatici con un tiro dalla distanza di Massimo Ganci.

## Divise
Lo sponsor tecnico è Asics e anche quelli commerciali rimangono invariati.
| Casa | Trasferta |

## Calciomercato

### Sessione estiva(dal 1º luglio al 1º settembre 2009)
| Acquisti | Acquisti            | Acquisti      | Acquisti                                                                  |
| R.       | Nome                | da            | Modalità                                                                  |
| -------- | ------------------- | ------------- | ------------------------------------------------------------------------- |
| P        | Giuseppe Ingrassia  | Palermo       | prestito con diritto di riscatto della compartecipazione e controriscatto |
| D        | Fabrizio Anselmi    | Sassuolo      | definitivo                                                                |
| D        | Davide Bertolucci   | Sangiovannese | comproprietà                                                              |
| D        | Francesco Cangi     | Gallipoli     | definitivo                                                                |
| D        | Alberto Comazzi     | Ancona        | fine prestito                                                             |
| D        | Leonardo Massoni    | Sassuolo      | comproprietà                                                              |
| D        | Simone Smania       | Rovigo        | fine prestito                                                             |
| C        | Andrea Burato       | Chievo        | prestito                                                                  |
| C        | Gennaro Esposito    | Siena         | comproprietà                                                              |
| C        | Stefano Garzon      | Chievo        | risoluzione comproprietà                                                  |
| C        | Filippo Pensalfini  | Sassuolo      | definitivo                                                                |
| C        | Giuseppe Russo      | Gallipoli     | definitivo                                                                |
| A        | Emanuele Berrettoni | Bassano       | svincolato                                                                |
| A        | Nicola Ciotola      | Avellino      | definitivo                                                                |
| A        | Corrado Colombo     | Bari          | definitivo                                                                |
| A        | Diego Farias        | Chievo        | prestito                                                                  |
| A        | Andy Selva          | Sassuolo      | definitivo                                                                |
| A        | Giovanni Vriz       | Rovigo        | fine prestito                                                             |

| Cessioni | Cessioni           | Cessioni        | Cessioni                 |
| R.       | Nome               | a               | Modalità                 |
| -------- | ------------------ | --------------- | ------------------------ |
| P        | Francesco Franzese | Nocerina        | svincolato               |
| D        | Dario Bergamelli   | Atalanta        | fine prestito            |
| D        | Christian Conti    | Bari            | fine prestito            |
| D        | Salif Dianda       | Sangiovannese   | prestito                 |
| D        | Jarkko Hurme       | AC Oulu         | svincolato               |
| D        | Ivan Loseto        | Bari            | fine prestito            |
| D        | Marco Mancinelli   | Lecco           | definitivo               |
| D        | Leonardo Moracci   | Chievo          | risoluzione comproprietà |
| D        | Emanuele Politti   | Itala San Marco | definitivo               |
| D        | Lorenzo Sibilano   | Fidelis Andria  | definitivo               |
| D        | Simone Smania      | Sambonifacese   | definitivo               |
| C        | Antonio Bellavista | Fidelis Andria  | svincolato               |
| C        | Nicola Corrent     | Lecco           | svincolato               |
| C        | Franco Da Dalt     | Triestina       | fine prestito            |
| C        | Marco Parolo       | Chievo          | risoluzione comproprietà |
| C        | Gabriele Puccio    | Inter           | fine prestito            |
| C        | Axel Vicentini     | Lanciano        | fine prestito            |
| A        | Luigi Anaclerio    | Fidelis Andria  | definitivo               |
| A        | Domenico Girardi   | Chievo          | fine prestito            |
| A        | Gianmarco Ravelli  | Villacidrese    | prestito                 |
| A        | Matteo Scapini     | Pro Belvedere   | prestito                 |
| A        | Christian Tiboni   | Udinese         | fine prestito            |
| A        | Giovanni Vriz      | Itala San Marco | prestito                 |

### Sessione invernale(dal 2 gennaio al 1º febbraio 2010)
| Acquisti | Acquisti             | Acquisti  | Acquisti                         |
| R.       | Nome                 | da        | Modalità                         |
| -------- | -------------------- | --------- | -------------------------------- |
| C        | Samuele Dalla Bona   | Napoli    | prestito con diritto di riscatto |
| A        | Francesco Di Gennaro | Gallipoli | comproprietà                     |

| Cessioni | Cessioni         | Cessioni | Cessioni |
| R.       | Nome             | a        | Modalità |
| -------- | ---------------- | -------- | -------- |
| A        | Juan Gómez Taleb | Gubbio   | prestito |

## Risultati

### Lega Pro Prima Divisione

#### Girone di andata
| Verona 23 agosto 2009, ore 16:00 CEST 1ª giornata | Verona                 | 0 – 0 referto | Foggia | Stadio Marcantonio Bentegodi (14 026 spett.)\| Arbitro: \| Liotta (Caltanissetta) \| |
| Arbitro:                                          | Liotta (Caltanissetta) |               |        |                                                                                      |

| Arbitro: | Palazzino (Ciampino) |

|  |           |                                           |
|  | Marcatori | 15’ Pensalfini 27’ Ciotola 63’ Berrettoni |

| Arbitro: | Giacomelli (Trieste) |

|                |           |              |
| Ceccarelli 14’ | Marcatori | 49’ Varriale |

| Cosenza 13 settembre 2009, ore 15:00 CEST 4ª giornata | Cosenza          | 0 – 0 referto | Verona | Stadio San Vito (7 874 spett.)\| Arbitro: \| Ostinelli (Como) \| |
| Arbitro:                                              | Ostinelli (Como) |               |        |                                                                  |

| Arbitro: | Massa (Imperia) |

|                        |           |  |
| Selva 23’ Farias 90+5’ | Marcatori |  |

| Arbitro: | Bagalini (Fermo) |

|  |           |                  |
|  | Marcatori | 90+1’ Ceccarelli |

| Arbitro: | D'Alesio (Forlì) |

|  |           |                          |
|  | Marcatori | 47’ Berrettoni 62’ Selva |

| Arbitro: | Barbeno (Brescia) |

|                     |           |               |
| Selva 53’, 60’, 63’ | Marcatori | 4’ Ousmane Sy |

| Reggio Emilia 18 ottobre 2009, ore 15:00 CEST 9ª giornata | Reggiana        | 0 – 0 referto | Verona | Stadio Giglio (4 500 spett.)\| Arbitro: \| Tidona (Torino) \| |
| Arbitro:                                                  | Tidona (Torino) |               |        |                                                               |

| Arbitro: | Gambini (Roma) |

|                                                                      |           |              |
| Berrettoni 11’ Ceccarelli 17’ Rantier 27’ Pensalfini 44’ Colombo 67’ | Marcatori | 47’ Cruciani |

| Giulianova 1º novembre 2009, ore 14:30 CET 11ª giornata | Giulianova          | 0 – 0 referto | Verona | Stadio Rubens Fadini (2 500 spett.)\| Arbitro: \| Zanichelli (Genova) \| |
| Arbitro:                                                | Zanichelli (Genova) |               |        |                                                                          |

| Arbitro: | Bietolini (Firenze) |

|                             |           |  |
| Ceccarelli 39’ G. Russo 72’ | Marcatori |  |

| Pescara 16 novembre 2009, ore 20:45 CET 13ª giornata | Pescara           | 0 – 0 referto | Verona | Stadio Adriatico (13 774 spett.)\| Arbitro: \| Baratta (Salerno) \| |
| Arbitro:                                             | Baratta (Salerno) |               |        |                                                                     |

| Arbitro: | Affinito (Frattamaggiore) |

|             |           |                       |
| Rantier 12’ | Marcatori | 65’ (rig.) Bracaletti |

| Taranto 29 novembre 2009, ore 14:30 CET 15ª giornata | Taranto             | 0 – 0 referto | Verona | Stadio Erasmo Iacovone (5 000 spett.)\| Arbitro: \| Merchiori (Ferrara) \| |
| Arbitro:                                             | Merchiori (Ferrara) |               |        |                                                                            |

| Arbitro: | Borriello (Mantova) |

|  |           |              |
|  | Marcatori | 53’ G. Tulli |

| Portogruaro 13 dicembre 2009, ore 14:30 CET 17ª giornata | Portogruaro-Summaga     | 0 – 0 referto | Verona | Stadio Piergiovanni Mecchia (3 000 spett.)\| Arbitro: \| Cafari Panico (Cassino) \| |
| Arbitro:                                                 | Cafari Panico (Cassino) |               |        |                                                                                     |

#### Girone di ritorno
| Arbitro: | Gallo (Barcellona Pozzo di Gotto) |

|  |           |                |
|  | Marcatori | 28’ C. Colombo |

| Arbitro: | Vivenzi (Brescia) |

|                              |           |                             |
| C. Colombo 6’ Ceccarelli 53’ | Marcatori | 45+2’ Amenta 86’ R. Improta |

| Cava de' Tirreni 17 gennaio 2010, ore 14:30 CET 20ª giornata | Cavese          | 0 – 0 referto | Verona | Stadio Simonetta Lamberti (2 374 spett.)\| Arbitro: \| Massa (Imperia) \| |
| Arbitro:                                                     | Massa (Imperia) |               |        |                                                                           |

| Arbitro: | Cervellera (Taranto) |

|                            |           |             |
| Anselmi 56’ Di Gennaro 86’ | Marcatori | 45+1’ Virga |

| Arbitro: | Merchiori (Ferrara) |

|  |           |                            |
|  | Marcatori | 9’ G. Russo 71’ Ceccarelli |

| Arbitro: | Merchiori (Ferrara) |

|                          |           |           |
| Di Gennaro 69’ Cangi 80’ | Marcatori | 71’ Felci |

| Arbitro: | Carbone (Napoli) |

|                           |           |                        |
| Rantier 71’ Ciotola 90+5’ | Marcatori | 77’ Catania 81’ Murati |

| Andria 28 febbraio 2010, ore 14:30 CET 25ª giornata | Andria BAT            | 0 – 0 referto | Verona | Stadio Degli Ulivi (3 000 spett.)\| Arbitro: \| Di Francesco (Teramo) \| |
| Arbitro:                                            | Di Francesco (Teramo) |               |        |                                                                          |

| Arbitro: | Ostinelli (Como) |

|             |           |                          |
| Rantier 41’ | Marcatori | 24’ Viapiana 69’ Nardini |

| Arbitro: | Paparazzo (Catanzaro) |

|               |           |             |
| Locatelli 12’ | Marcatori | 52’ Rantier |

| Arbitro: | Colasanti (Grosseto) |

|            |           |  |
| Farias 51’ | Marcatori |  |

| Arbitro: | Bagalini (Fermo) |

|              |           |  |
| Poziello 10’ | Marcatori |  |

| Verona 11 aprile 2010, ore 15:00 CEST 30ª giornata | Verona               | 0 – 0 referto | Pescara | Stadio Marcantonio Bentegodi (18 337 spett.)\| Arbitro: \| Palazzino (Ciampino) \| |
| Arbitro:                                           | Palazzino (Ciampino) |               |         |                                                                                    |

| Arbitro: | Baratta (Salerno) |

|              |           |           |
| Meloni 90+1’ | Marcatori | 67’ Selva |

| Arbitro: | Gallo (Barcellona Pozzo di Gotto) |

|           |           |  |
| Cangi 43’ | Marcatori |  |

| Arbitro: | Giacomelli (Trieste) |

|                                       |           |                      |
| Nolé 13’ Longobardi 26’ Rinaldi 90+4’ | Marcatori | 66’ Farias 77’ Selva |

| Arbitro: | Massa (Imperia) |

|  |           |             |
|  | Marcatori | 90’ Bocalon |

#### Play-off
| Arbitro: | Cervellera (Taranto) |

|  |           |                |
|  | Marcatori | 61’ Dalla Bona |

| Verona 29 maggio 2010, ore 17:00 CEST Semifinale - Ritorno | Verona            | 0 – 0 referto | Rimini | Stadio Marcantonio Bentegodi (15 000 spett.)\| Arbitro: \| Barbeno (Brescia) \| |
| Arbitro:                                                   | Barbeno (Brescia) |               |        |                                                                                 |

| Arbitro: | Baratta (Salerno) |

|                           |           |                                |
| Ciotola 5’ G. Russo 90+4’ | Marcatori | 54’ (rig.) Ganci 68’ Sansovini |

| Arbitro: | Ostinelli (Como) |

|           |           |  |
| Ganci 58’ | Marcatori |  |

### Coppa Italia
| Arbitro: | Barbeno (Brescia) |

|  |           |            |
|  | Marcatori | 111’ Selva |

| Arbitro: | Banti (Livorno) |

|                 |           |                               |
| Moscardelli 71’ | Marcatori | 14’, 33’ Berrettoni 75’ Selva |

| Arbitro: | Mazzoleni (Bergamo) |

|                        |           |  |
| Salvetti 2’ Riccio 28’ | Marcatori |  |

### Coppa Italia Lega Pro
| Arbitro: | Manera (Castelfranco Veneto) |

|                     |           |            |
| C. Colombo 48’, 75’ | Marcatori | 27’ Fantin |

| Arbitro: | Bellutti (Trento) |

|                                                        |           |  |
| Massoni 12’ Garzon 20’ Rantier 26’, 42’ Gómez 71’, 82’ | Marcatori |  |

| Arbitro: | Ceccarelli (Terni) |

|  |           |            |
|  | Marcatori | 75’ Polani |

| Arbitro: | Merlino (Udine) |

|                     |           |                                  |
| Pini 11’ Faroni 87’ | Marcatori | 65’ (rig.) Gómez 81’ (88) Farias |

## Statistiche

### Statistiche di squadra
| Competizione             | Punti | In casa | In casa | In casa | In casa | In casa | In casa | In trasferta | In trasferta | In trasferta | In trasferta | In trasferta | In trasferta | Totale | Totale | Totale | Totale | Totale | Totale | D.R. |
| Competizione             | Punti | G       | V       | N       | P       | Gf      | Gs      | G            | V            | N            | P            | Gf           | Gs           | G      | V      | N      | P      | Gf     | Gs     | D.R. |
| ------------------------ | ----- | ------- | ------- | ------- | ------- | ------- | ------- | ------------ | ------------ | ------------ | ------------ | ------------ | ------------ | ------ | ------ | ------ | ------ | ------ | ------ | ---- |
| Lega Pro Prima Divisione | 55    | 17      | 8       | 6       | 3       | 25      | 14      | 17           | 5            | 10           | 2            | 13           | 6            | 34     | 13     | 16     | 5      | 38     | 20     | +18  |
| Play-off                 | -     | 2       | 0       | 2       | 0       | 2       | 2       | 2            | 1            | 0            | 1            | 1            | 1            | 4      | 1      | 2      | 1      | 3      | 3      | 0    |
| Coppa Italia             | -     | 0       | 0       | 0       | 0       | 0       | 0       | 3            | 2            | 0            | 1            | 4            | 3            | 3      | 2      | 0      | 1      | 4      | 3      | +1   |
| Coppa Italia Lega Pro    | -     | 3       | 2       | 0       | 1       | 8       | 2       | 1            | 1            | 0            | 0            | 3            | 2            | 4      | 3      | 0      | 1      | 11     | 4      | +7   |
| Totale                   | 55    | 22      | 10      | 8       | 4       | 35      | 18      | 23           | 9            | 10           | 4            | 21           | 12           | 45     | 19     | 18     | 8      | 56     | 30     | +26  |

### Andamento in campionato
| Giornata  | 1  | 2 | 3 | 4 | 5 | 6 | 7 | 8 | 9 | 10 | 11 | 12 | 13 | 14 | 15 | 16 | 17 | 18 | 19 | 20 | 21 | 22 | 23 | 24 | 25 | 26 | 27 | 28 | 29 | 30 | 31 | 32 | 33 | 34 |
| --------- | -- | - | - | - | - | - | - | - | - | -- | -- | -- | -- | -- | -- | -- | -- | -- | -- | -- | -- | -- | -- | -- | -- | -- | -- | -- | -- | -- | -- | -- | -- | -- |
| Luogo     | C  | T | C | T | C | T | T | C | T | C  | T  | C  | T  | C  | T  | C  | T  | T  | C  | T  | C  | T  | C  | C  | T  | C  | T  | C  | T  | C  | T  | C  | T  | C  |
| Risultato | N  | V | N | N | V | V | V | V | N | V  | N  | V  | N  | N  | N  | P  | N  | V  | N  | N  | V  | V  | V  | N  | N  | P  | N  | V  | P  | N  | N  | V  | P  | P  |
| Posizione | 12 | 2 | 4 | 6 | 3 | 3 | 2 | 2 | 1 | 1  | 1  | 1  | 1  | 1  | 1  | 1  | 1  | 1  | 1  | 1  | 1  | 1  | 1  | 1  | 1  | 1  | 1  | 1  | 1  | 1  | 1  | 1  | 2  | 3  |

Legenda:

Luogo: C = Casa; T = Trasferta. Risultato: V = Vittoria; N = Pareggio; P = Sconfitta.

### Statistiche dei giocatori
Sono in corsivo i calciatori che hanno lasciato la società a stagione in corso.
| Giocatore     | Lega Pro Prima Divisione | Lega Pro Prima Divisione | Lega Pro Prima Divisione | Lega Pro Prima Divisione | Playoff  | Playoff | Playoff     | Playoff    | Coppa Italia | Coppa Italia | Coppa Italia | Coppa Italia | Coppa Italia Lega Pro | Coppa Italia Lega Pro | Coppa Italia Lega Pro | Coppa Italia Lega Pro | Totale   | Totale | Totale      | Totale     |
| Giocatore     | Presenze                 | Reti                     | Ammonizioni              | Espulsioni               | Presenze | Reti    | Ammonizioni | Espulsioni | Presenze     | Reti         | Ammonizioni  | Espulsioni   | Presenze              | Reti                  | Ammonizioni           | Espulsioni            | Presenze | Reti   | Ammonizioni | Espulsioni |
| ------------- | ------------------------ | ------------------------ | ------------------------ | ------------------------ | -------- | ------- | ----------- | ---------- | ------------ | ------------ | ------------ | ------------ | --------------------- | --------------------- | --------------------- | --------------------- | -------- | ------ | ----------- | ---------- |
| F. Anselmi    | 16                       | 1                        | 5                        | 0                        | 4        | 0       | 0           | 0          | -            | -            | -            | -            | 2                     | 0                     | 0                     | 0                     | 22       | 1      | 5           | 0          |
| E. Berrettoni | 33                       | 3                        | 4                        | 0                        | 4        | 0       | 0           | 0          | 3            | 2            | 0            | 0            | 0                     | 0                     | 0                     | 0                     | 40       | 5      | 4           | 0          |
| D. Bertolucci | 1                        | 0                        | 0                        | 0                        | 2        | 0       | 1           | 0          | -            | -            | -            | -            | 4                     | 0                     | 0                     | 0                     | 7        | 0      | 1           | 0          |
| E. Borghesi   | 0                        | 0                        | 0                        | 0                        | -        | -       | -           | -          | -            | -            | -            | -            | 0                     | 0                     | 0                     | 0                     | 0        | 0      | 0           | 0          |
| A. Burato     | 2                        | 0                        | 0                        | 0                        | -        | -       | -           | -          | 1            | 0            | 0            | 0            | 4                     | 0                     | 0                     | 0                     | 7        | 0      | 0           | 0          |
| D. Campagna   | 6                        | 0                        | 0                        | 0                        | 2        | 0       | 1           | 0          | 2            | 0            | 0            | 0            | 2                     | 0                     | 0                     | 0                     | 12       | 0      | 1           | 0          |
| L. Campisi    | 4                        | 0                        | 1                        | 0                        | -        | -       | -           | -          | 2            | 0            | 0            | 0            | 4                     | 0                     | 1                     | 0                     | 10       | 0      | 2           | 0          |
| F. Cangi      | 31                       | 2                        | 5                        | 0                        | 4        | 0       | 1           | 0          | 3            | 0            | 1            | 0            | 1                     | 0                     | 0                     | 0                     | 39       | 2      | 7           | 0          |
| L. Ceccarelli | 30                       | 5                        | 7                        | 0                        | 4        | 0       | 1           | 0          | 3            | 0            | 1            | 0            | 2                     | 0                     | 0                     | 0                     | 39       | 5      | 9           | 0          |
| N. Ciotola    | 30                       | 2                        | 3                        | 0                        | 2        | 1       | 0           | 0          | 2            | 0            | 0            | 0            | 2                     | 0                     | 0                     | 0                     | 36       | 3      | 3           | 0          |
| C. Colombo    | 23                       | 3                        | 3                        | 0                        | 3        | 0       | 1           | 0          | -            | -            | -            | -            | 2                     | 2                     | 0                     | 0                     | 28       | 5      | 4           | 0          |
| A. Comazzi    | 23                       | 0                        | 4                        | 1                        | 0        | 0       | 0           | 0          | 2            | 0            | 0            | 0            | 2                     | 0                     | 0                     | 0                     | 27       | 0      | 4           | 1          |
| F. Da Vià     | 0                        | 0                        | 0                        | 0                        | -        | -       | -           | -          | -            | -            | -            | -            | -                     | -                     | -                     | -                     | 0        | 0      | 0           | 0          |
| S. Dalla Bona | 2                        | 0                        | 0                        | 0                        | 2        | 1       | 1           | 0          | -            | -            | -            | -            | -                     | -                     | -                     | -                     | 4        | 1      | 1           | 0          |
| F. Di Gennaro | 13                       | 2                        | 0                        | 0                        | 4        | 0       | 1           | 0          | -            | -            | -            | -            | -                     | -                     | -                     | -                     | 17       | 2      | 1           | 0          |
| M. Emerson    | -                        | -                        | -                        | -                        | -        | -       | -           | -          | -            | -            | -            | -            | 0                     | 0                     | 0                     | 0                     | 0        | 0      | 0           | 0          |
| G. Esposito   | 33                       | 0                        | 4                        | 0                        | 4        | 0       | 0           | 0          | 2            | 0            | 0            | 0            | 0                     | 0                     | 0                     | 0                     | 39       | 0      | 4           | 0          |
| D. Farias     | 24                       | 3                        | 0                        | 0                        | -        | -       | -           | -          | -            | -            | -            | -            | 4                     | 2                     | 0                     | 0                     | 28       | 5      | 0           | 0          |
| S. Garzon     | 19                       | 0                        | 5                        | 0                        | 4        | 0       | 1           | 0          | 1            | 0            | 0            | 0            | 4                     | 1                     | 0                     | 0                     | 28       | 1      | 6           | 0          |
| J. Gómez      | 7                        | 0                        | 0                        | 0                        | -        | -       | -           | -          | 3            | 0            | 0            | 0            | 4                     | 3                     | 0                     | 0                     | 14       | 3      | 0           | 0          |
| E. Herrera    | -                        | -                        | -                        | -                        | -        | -       | -           | -          | -            | -            | -            | -            | 0                     | 0                     | 0                     | 0                     | 0        | 0      | 0           | 0          |
| G. Ingrassia  | 5                        | -2                       | 0                        | 0                        | 0        | 0       | 0           | 0          | 0            | 0            | 0            | 0            | 3                     | -2                    | 0                     | 0                     | 8        | -4     | 0           | 0          |
| Jorginho      | 0                        | 0                        | 0                        | 0                        | -        | -       | -           | -          | -            | -            | -            | -            | 4                     | 0                     | 0                     | 0                     | 4        | 0      | 0           | 0          |
| L. Massoni    | 6                        | 0                        | 1                        | 0                        | 1        | 0       | 0           | 0          | 0            | 0            | 0            | 0            | 4                     | 1                     | 0                     | 0                     | 11       | 1      | 1           | 0          |
| K. Papa Kwesi | -                        | -                        | -                        | -                        | -        | -       | -           | -          | -            | -            | -            | -            | 1                     | 0                     | 0                     | 0                     | 1        | 0      | 0           | 0          |
| F. Pensalfini | 28                       | 2                        | 1                        | 0                        | 0        | 0       | 0           | 0          | 3            | 0            | 0            | 0            | -                     | -                     | -                     | -                     | 31       | 2      | 1           | 0          |
| G. Pugliese   | 33                       | 0                        | 4                        | 0                        | 2        | 0       | 0           | 1          | 3            | 0            | 2            | 0            | -                     | -                     | -                     | -                     | 38       | 0      | 6           | 1          |
| Rafael        | 31                       | -17                      | 0                        | 2                        | 4        | -3      | 0           | 0          | 3            | -3           | 0            | 0            | 1                     | -2                    | 0                     | 0                     | 39       | -25    | 0           | 2          |
| J. Rantier    | 18                       | 5                        | 1                        | 0                        | 3        | 0       | 0           | 0          | -            | -            | -            | -            | 2                     | 2                     | 0                     | 0                     | 23       | 7      | 1           | 0          |
| G. Russo      | 33                       | 1                        | 3                        | 0                        | 3        | 1       | 0           | 0          | 2            | 0            | 1            | 0            | 0                     | 0                     | 0                     | 0                     | 38       | 2      | 4           | 0          |
| M. Scapini    | 1                        | 0                        | 0                        | 0                        | -        | -       | -           | -          | 3            | 0            | 0            | 0            | -                     | -                     | -                     | -                     | 4        | 0      | 0           | 0          |
| A. Selva      | 17                       | 7                        | 1                        | 0                        | 1        | 0       | 1           | 0          | 3            | 2            | 0            | 0            | -                     | -                     | -                     | -                     | 21       | 9      | 2           | 0          |
| L. Sibilano   | -                        | -                        | -                        | -                        | -        | -       | -           | -          | 1            | 0            | 0            | 0            | -                     | -                     | -                     | -                     | 1        | 0      | 0           | 0          |
| L. Viviani    | 0                        | 0                        | 0                        | 0                        | -        | -       | -           | -          | -            | -            | -            | -            | 3                     | 0                     | 0                     | 0                     | 3        | 0      | 0           | 0          |